# Рупертсвајлер
Рупертсвајлер (њем. Ruppertsweiler) општина је у њемачкој савезној држави Рајна-Палатинат. Једно је од 84 општинска средишта округа Југозападни Палатинат. Према процјени из 2010. у општини је живјело 1.444 становника. Посједује регионалну шифру (AGS) 7340040.

## Географски и демографски подаци
Рупертсвајлер се налази у савезној држави Рајна-Палатинат у округу Југозападни Палатинат. Општина се налази на надморској висини од 306 метара. Површина општине износи 4,8 km². У самом мјесту је, према процјени из 2010. године, живјело 1.444 становника. Просјечна густина становништва износи 302 становника/km².